# رحلة الموتى الأحياء (فلم)
رحلة الموتى الأحياء (بالإنجليزية: Flight of the Living Dead) هو فيلم رعب تم إنتاجه في الولايات المتحدة وصدر سنة 2007 بطولة كيفين ج. أوكونور وريتشارد تايسون وسارة لين.

## القصة
في رحلة طيران اعتيادية من (لوس أنجلوس) إلى (باريس)، تقوم مجموعة من العلماء بتهريب صندوق يحتوي جسد أحد زملائهم المُصاب بفيروس مميت، مُصنَّع هندسيًا، قادر على إيقاظ الموتى.. وبينما تحاول الطائرة أن تنجو من عاصفة رعدية عنيفة، يبدأ الموتى الأحياء في الانتشار على متن الطائرة، وبعد إصابة أغلب المسافرين وطاقم الطائرة بالفيروس، يكون على القلة السليمة أن تحارب من أجل حياتها داخل تلك المصيدة المميتة.

## روابط خارجية
- مقالات تستعمل روابط فنية بلا صلة مع ويكي بيانات